# Le Chevalier belle-épée
Le Chevalier belle-épée (The Gallant Blade) est un film d'aventure historique américain réalisé en 1948 par Henry Levin.

## Synopsis
En 1648, la Guerre de Trente Ans vient de s'achever mais le maréchal de France Mordore projette de piller l'Espagne. Le général Cadeau, un héros de guerre, tente de l'en dissuader et, n'y parvenant pas, offre à David, son fidèle lieutenant, son épée surnommée la lame galante. Cette arme merveilleuse ainsi que le talent de David en tant qu'épéiste vont s'avérer utiles car Mordore non seulement n'entendra pas parler de paix mais se montrera également traître.

## Fiche technique
- Titre original : The Gallant Blade
- Titre français : Le Chevalier belle-épée
- Réalisation : Henry Levin
- Scénario : Walter Ferris, Morton Grant. Wilfred H. Petitt (dialogue additionnel)
- Histoire : Edward Dein, Ted Thomas
- Pays d’origine :  États-Unis
- Langue originale : anglais
- Format : couleur (Technicolor) – 35 mm – 1,37:1 – mono
- Genre : drame, action
- Durée : 81 minutes
- Dates de sortie : 
  -  États-Unis : 13 octobre 1948 (New York)
  -  France : 15 septembre 1950

## Distribution
- Larry Parks : le lieutenant David Picard
- Marguerite Chapman : Nanon de Lartigues
- Victor Jory : le maréchal de France Mordoré
- George Macready : le général Cadeau
- Edith King : Madame Chauvignac
- Michael Duane : le caporal Paul Brissac
- Charles Wagenheim (non crédité) : un homme